# 新华路隧道
新华路隧道（又称新华路地道或新华路下立交）位于中華人民共和國上海市长宁区新华路，建于1971年，全长700米，配有泵房，原地面为沪杭铁路路段（今3号4号线轨交路基），初始是敞开式无盖，原是为外宾车队在经过时被火车通过放下的栅栏阻断而建造，也是上海第一条铁路下隧道，1972年2月尼克松总统车队由此通过进入市区后签署“上海公报”。2001年9月30日举行新华路隧道改建工程通车仪式，此次改建彻底解决了人车分行的矛盾。2020年8月1日起道内开始抓拍驾车接打手机。